# Зубна паста
Зубна́ па́ста — желеподібна маса (паста або гель) для чищення зубів. Раніше її готували на основі крейди, сучасні зубні пасти в основному виготовляють із силікатів.

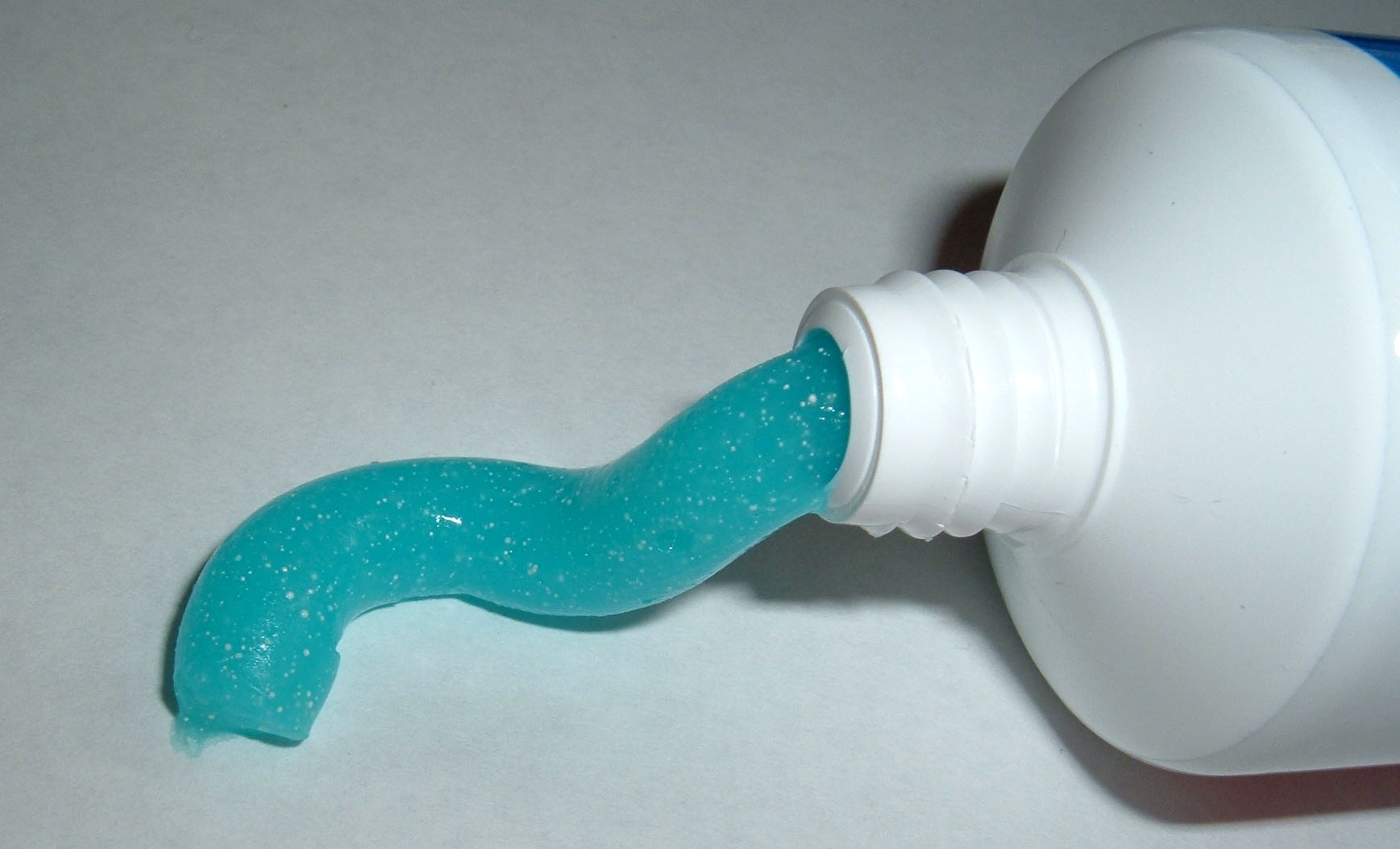
Зубна паста

Перша згадка про зубну пасту міститься в єгипетському манускрипті IV століття н. е., її рецептом була суміш порошкоподібної солі, перцю, листя м'яти і квіток півників.
Раніше як абразив у пастах використовували карбонат кальцію, але від нього поступово відмовилися, оскільки він не є хімічно інертним і вступає в реакцію з іншими компонентами пасти. До того ж кристалічна структура карбонату кальцію близька до голчастої, а значить травматична для емалі зубів. Зараз його замінили слабкі абразивні агенти — сполуки кремнію (аеросил, алюмосилікат, діоксид кремнію, гідроксид кремнію, дикальцій фосфат).
Спінювання пасти забезпечують поверхнево-активні речовини (ПАР). Найпоширеніші — додецилсульфат натрію, лаурилсаркозинат натрію, бетаїн. Введення ПАР дозволяє звести мікроушкодження зубної емалі при чищенні зубів до мінімуму. До того ж, згідно з численними соціологічними дослідженнями, більшість людей є прихильниками високопінистих зубних паст.
Для утворення однорідної консистенції застосовують єднальні речовини — препарати агару, пектин, декстран, гліцерин, альгінат натрію, натрій карбоксиметилцелюлозу.
Активними компонентами зубних паст є речовини, що мають лікувально-профілактичну дію: лактат алюмінію, фториди, з'єднання з антимікробною активністю, окремі мікро-, макроелементи і полімінеральні комплекси, екстракти лікарських трав, ферменти, прополіс та ін.
Ароматизаторами виступають як натуральні, так і ідентичні натуральним сполуки. З натуральних найчастіше використовують ароматні компоненти ефірних олій (терпеноїди) — ментол, тимол, корвакрол, лимонен, сквалени та ін. Використання синтетичних ароматизаторів дозволяє понизити собівартість кінцевого продукту.
Варто звернути також увагу на те, що у складі мінеральних компонентів зубних паст є гліцерофосфат кальцію, синтетичний гідроксиапатит, ремодент. Синтетичний гідроксиапатит знижує чутливість зубів, захищаючи поверхневі ділянки емалі, має протизапальні властивості, адсорбуючи мікробні тільця, попереджує розвиток гнійно-запальних процесів, стимулює ріст кісткової і зубної тканини, "замуровуючи" мікротріщини в них (у таких тріщинах часто можуть залишатися маленькі шматочки їжі, які є живильним середовищем для бактерій). Кристали карбонатгідроксиапатиту представляються стехіометричною формулою {\displaystyle \mathrm {[Ca_{10}(PO_{4})_{6-x}(CO_{3})_{x}(OH)_{2}]} ,}де {\displaystyle x} представляє 2-4% маси.  
До складу зубних паст може входити також триклозан, який викликає апоптоз, є шкідливим і заборонений у деяких країнах , всупереч прийнятій думці у [2, стор. 405], що триклозан є ефективною добавкою, бактерії можуть з часом ставати резистентними щодо його дії. А також має тератогенний ефект.